# NGC 3778
NGC 3778 este o galaxie lenticulară situată în constelația Centaurul. A fost descoperită în 31 martie 1835 de către John Herschel. Se află la o distanță de 61,76 de megaparseci de Pământ.